# Living Colour
Living Colour – amerykański zespół, powstały w 1984 r. w Nowym Jorku, grający trudną do zaklasyfikowania mieszankę heavy metalu, rocka, free jazzu, funky, hip-hopu i innych stylów – określaną nieraz jako crossover.
Grupa podpisała kontrakt z wytwórnią Epic Records (obecnie Sony) w 1987 r., wydając pierwszą płytę – Vivid – rok później. Sławę przyniósł zespołowi utwór Cult of Personality, spopularyzowany przez stację MTV, za który grupa otrzymała w 1990 r. nagrodę Grammy w kategorii „najlepszy utwór hardrockowy”. W 2004 r. wersja tego utworu została wykorzystana w ścieżce dźwiękowej do gry Grand Theft Auto: San Andreas (utwór był grany w dostępnym w grze Radio X), a później również w grze muzycznej Guitar Hero III: Legends of Rock. Utwór był również wykorzystywany w federacji WWE jako muzyka wejściowa wrestlera CM Punka. Podczas uroczystości MTV Video Music Awards w tym samym roku, Living Colour uzyskał tytuł „najlepszego nowego artysty”.
Drugi album, Time’s Up z 1990 r., potwierdził klasę Living Colour. W 1991 r. zespół wziął udział w pierwszej edycji rockowego festiwalu Lollapalooza. Wkrótce potem od grupy odszedł basista, Muzz Skillings – zastąpił go Doug Wimbish. Już w nowym składzie, w 1993 r., został nagrany trzeci album studyjny, Stain. W 1995 r. z powodu nieporozumień podczas prac nad czwartym albumem doszło do rozpadu grupy. Przez prawie 6 lat muzycy prowadzili działalność solową, a w roku 2001 grupa reaktywowała się – najpierw na koncerty, potem zaś nagrała czwarty album studyjny, CollideØscope (2003). Zespół wziął udział w „Experience Hendrix Tribute Tour” – tournée poświęconemu Jimiemu Hendriksowi.

## Muzycy
- Vernon Reid – gitara, wokal wspierający (1984–1995, od 2000), wokal prowadzący (1984–1985)
- Corey Glover – wokal prowadzący, gitara (1985–1995, od 2000)
- Will Calhoun – perkusja, instrumenty perkusyjne, instrumenty klawiszowe, wokal wspierający (1986–1995, od 2000)
- Doug Wimbish – gitara, gitara basowa, perkusja, wokal wspierający (1992–1995, od 2000)

## Dyskografia
Albumy studyjne
| Vivid                       | - Data: 3 maja 1988 - Wydawca: Epic Records              | 6                          | 47 | 92  | –  | - USA: 2x platynowa płyta - CAN: platynowa płyta |
| Time’s Up                   | - Data: 20 sierpnia 1990 - Wydawca: Epic Records         | 13                         | 15 | 24  | 11 | - USA: złota płyta - CAN: złota płyta            |
| Stain                       | - Data: 2 marca 1993 - Wydawca: Epic Records             | 26                         | 18 | 8   | 14 |                                                  |
| Collideøscope               | - Data: 7 października 2003 - Wydawca: Sanctuary Records | –                          | –  | –   | –  |                                                  |
| The Chair in the Doorway    | - Data: 15 września 2009 - Wydawca: Megaforce Records    | 161                        | –  | –   | –  |                                                  |
| Shade                       | - Data: 8 września 2017 - Wydawca: Megaforce Records     | 12 US Top Hard Rock Albums | –  | 119 | 25 |                                                  |
| „–” album nie był notowany. |                                                          |                            |    |     |    |                                                  |

Minialbumy
| Tytuł    | Dane dot. albumu                              | Pozycja na liście | Pozycja na liście | Pozycja na liście | Pozycja na liście |
| Tytuł    | Dane dot. albumu                              | USA               | AUS               | NLD               | CHE               |
| -------- | --------------------------------------------- | ----------------- | ----------------- | ----------------- | ----------------- |
| Biscuits | - Data: 16 lipca 1991 - Wydawca: Epic Records | 110               | 25                | 43                | 32                |

Albumy wideo
| Tytuł                       | Dane dot. albumu                                | Certyfikat         |
| --------------------------- | ----------------------------------------------- | ------------------ |
| Primer                      | - Data: 1989 - Wydawca: CBS Records             | - USA: złota płyta |
| Time Tunnel                 | - Data: 1991 - Wydawca: Sony Music              |                    |
| Video Hits                  | - Data: 2006 - Wydawca: Sony BMG                |                    |
| On Stage at World Cafe Live | - Data: 8 maja 2007 - Wydawca: Decca Records    |                    |
| The Paris Concert           | - Data: 11 listopada 2008 - Wydawca: In-Akustik |                    |

## Nagrody i wyróżnienia
| Rok  | Kategoria                                          | Tytułem               | Nagroda | Nota      | Źródło |
| ---- | -------------------------------------------------- | --------------------- | ------- | --------- | ------ |
| 1990 | Best Hard Rock Performance                         | „Cult of Personality” | Grammy  | Laur      | [ 12 ] |
| 1990 | Best Rock Performance by a Duo or Group with Vocal | „Glamour Boys”        | Grammy  | Nominacja | [ 12 ] |
| 1991 | Best Hard Rock Performance                         | Time’s Up             | Grammy  | Laur      | [ 13 ] |
| 1994 | Best Hard Rock Performance                         | „Leave It Alone”      | Grammy  | Nominacja | [ 14 ] |